# 瑟梅爾帕盧

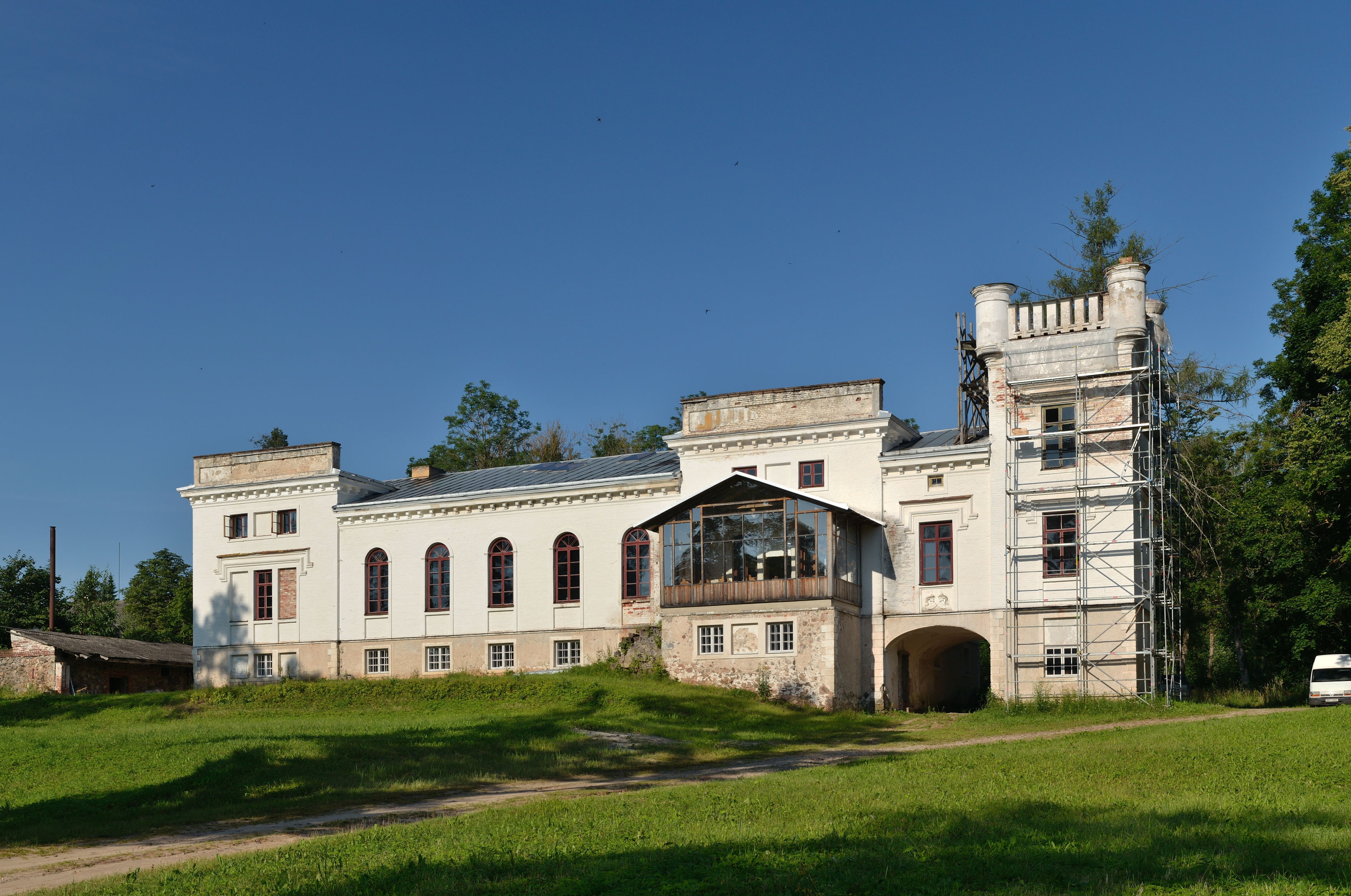
瑟梅爾帕盧庄园

瑟梅爾帕盧是愛沙尼亞沃魯縣沃魯市鎮的小鎮，位於該國東南部，曾是原瑟梅爾帕盧市镇的行政中心，處於首都塔林東南面210公里，海拔高度87米，2012年該小鎮人口413人。